# Бастелика (кантон)
Бастелика (фр. Bastelica) — упразднённый кантон во Франции, находился в регионе Корсика, департамент Южная Корсика. Входил в состав округа Аяччо. В 2015 году коммуны кантона разделились между новыми кантонами Гранова-Прунелли и Тараво-Орнано.
Код INSEE кантона — 2A02. Всего в кантон Бастелика входило 5 коммун, из них главной коммуной являлась Бастелика.

## Коммуны кантона
| Коммуна         | Население, чел. (2007) | Почтовый индекс | Код INSEE |
| --------------- | ---------------------- | --------------- | --------- |
| Бастелика       | 538                    | 20119           | 2A031     |
| Кауро           | 1 331                  | 20117           | 2A085     |
| Окана           | 534                    | 20117           | 2A181     |
| Толла           | 127                    | 20117           | 2A326     |
| Эччика-Суарелла | 941                    | 20117           | 2A104     |

## Население
Население кантона на 2008 год составляло 3387 человек.
| 1962  | 1968  | 1975  | 1982  | 1990  | 1999  | 2006 | 2007 | 2008  |
| ----- | ----- | ----- | ----- | ----- | ----- | ---- | ---- | ----- |
| 2 064 | 2 229 | 2 147 | 2 261 | 2 236 | 2 696 | —    | —    | 3 387 |